# Kjell Sjöberg
Kjell Sjöberg, né le 11 mai 1937 à Örnsköldsvik et mort le 10 septembre 2013, est un sauteur à ski suédois.

## Palmarès

### Jeux Olympiques
| Épreuve / Édition | Squaw Valley 1960 | Innsbruck 1964 | Grenoble 1968 |
| Petit Tremplin    | 45e               | 33e            |               |
| Grand Tremplin    |                   | 5e             | 53e           |

### Championnats du monde
| Épreuve / Édition | Oslo 1966 |
| Petit Tremplin    | 6e        |
| Grand Tremplin    | Bronze    |